# Armadillidium strinatii
Armadillidium strinatii es una especie de crustáceo isópodo terrestre de la familia Armadillidiidae.

## Distribución geográfica
Son endémicos de Menorca (España).